# Cristina Hurtado
María Cristina Hurtado Álvarez (Sahagún Córdoba, 14 de septiembre de 1983) es una modelo y presentadora colombiana, famosa por haber participado en la segunda temporada del reality show, Protagonistas de novela. 
Entre 2005 y 2017 hizo parte del grupo de presentadoras de entretenimiento en Noticias RCN. Además, se desempeñó como presentadora del reality show colombiano La casa de los famosos Colombia en su primera temporada.

## Carrera

### Inicios
El 10 de junio de 2003, comenzó en el reality show realizado en Colombia, Protagonistas de novela, en su segunda edición. No ganó, pero su participación le permitió entrar a Estilo RCN, junto a Catalina Gómez Piedrahíta. Un año después, pasó a ser presentadora en la sección de entretenimiento de Noticias RCN.

### Paso por RCN
Ganó un proceso de selección de la cadena hispana estadounidense Univisión para participar en un programa que se emitía desde Bogotá. En 2008, participó en la telenovela, El último matrimonio feliz como invitada especial. En febrero de 2009 fue invitada al programa de Citytv, Nickneim. El 19 de abril del mismo año fue la imagen de La Carrera de La Vida, por el cáncer de seno. Poco después, la presentadora Ana Katalina Torres fue reemplazada por Cristina en RCN por el Mundo, que exploraba la cultura de varios países. Su desempeño en el medio televisivo le ha permitido ganar dos Premios TVyNovelas en 2014 y 2015.
En noviembre de 2016, circuló la información de que Cristina había renunciado al Canal RCN. Sin embargo, también se indicó que esta dimisión no fue aceptada, y que acordaron que ella continuaría vinculada a dicho medio hasta mediados de 2017. El 15 de mayo de 2017, Cristina presentó por última vez la sección de entretenimiento de la emisión central.

### Paso por Canal 1 y Caracol
Tras su salida de RCN en 2017, Cristina se vinculó al Canal 1, donde presentaba el programa de competencias, Guerreros, y por el cual fue nominada en la categoría Presentador/a de variedades favorita en los premios Premios TVyNovelas Colombia, edición de 2018. Hasta noviembre de 2019 estuvo también en Noticias Uno, pero salió cuando dicho noticiero pasó a Cablenoticias. Entre julio de 2019 a marzo de 2020, participó en el magazín Hoy por Hoy 10 AM de Caracol Radio.
Fue presentadora junto con la actriz Carla Giraldo, del reality show colombiano, La casa de los famosos Colombia que fue emitido por el Canal RCN.

## Vida privada
Mantiene una relación con Josse Narváez desde 2003.
El 14 de septiembre de 2013 (el mismo día que cumplía 30 años), y tras 10 años de noviazgo, se casó con el cantante y actor Josse Narváez, quien había hecho todos los preparativos, incluido el traslado de los invitados, de manera secreta, y la llevó a la isla de San Andrés unos días antes. Tienen tres hijos, Daniel -fruto de una relación anterior de ella-, Juan José y Mateo.
Cristina combina su trabajo en los medios con sus estudios de Comunicación Social y Periodismo en la Universidad Externado de Colombia. Además, ha estado a cargo de la presentación de eventos. Tiene una marca de ropa interior, vestidos de baño y maquillaje, "CRISS". También tiene una alianza con la multinacional AVON.

## Filmografía

### Televisión
| Año       | Título                          | Rol                   | Canal                   | Ref    |
| --------- | ------------------------------- | --------------------- | ----------------------- | ------ |
| 2024      | La casa de los famosos Colombia | Presentadora          | Canal RCN               | [ 22 ] |
| 2017-2021 | Guerreros                       | Presentadora          | Canal 1                 | [ 23 ] |
| 2017-2019 | Noticias Uno                    | Presentadora          | Canal 1                 | [ 24 ] |
| 2017-2018 | No te lo pongas                 | Presentadora          | Discovery Home & Health | [ 25 ] |
| 2012-2013 | Casa de reinas                  | Ella misma            | Canal RCN               |        |
| 2012      | El Lavadero                     | Presentadora          | Canal RCN               | [ 26 ] |
| 2009      | Nickneim                        | Presentadora Invitada | Citytv                  |        |
| 2009      | RCN por el Mundo                | Presentadora          | Canal RCN               | [ 27 ] |
| 2008      | El último matrimonio feliz      | Ella misma            | Canal RCN               | [ 28 ] |
| 2005-2017 | Noticias RCN                    | Presentadora          | Canal RCN               | [ 29 ] |
| 2004-2005 | Estilo RCN                      | Presentadora          | Canal RCN               | [ 30 ] |
| 2003      | Protagonistas de Novela         | Participante          | Canal RCN               | [ 31 ] |

### Radio
| Año       | Título            | Rol      | Medio         | Ref    |
| --------- | ----------------- | -------- | ------------- | ------ |
| 2019-2020 | Hoy por Hoy 10 AM | Locutora | Caracol Radio | [ 32 ] |

## Premios y nominaciones
| Premio             | Año  | Categoría                                    | Resultado |
| ------------------ | ---- | -------------------------------------------- | --------- |
| Premios TVyNovelas | 2014 | Mejor Presentadora de Farándula en Noticiero | Ganadora  |
| Premios TVyNovelas | 2015 | Mejor Presentadora de Farándula en Noticiero | Ganadora  |
| Premios TVyNovelas | 2018 | Presentador de variedades favorito           | Nominada  |